# 給雨生的歌 聽你·聽我
《給雨生的歌 聽你‧聽我》是張惠妹、陳志遠和F. W. Hwang為张雨生發行的一張單曲专辑，由豐華唱片於1997年10月29日發行。該單曲在張雨生發生車禍後的72小時內錄製完成，從發行到張雨生逝世當天共賣出20萬5千9百張。在張雨生逝世後，張雨生的父親張建民將該唱片一共新臺幣兩百萬元的收入捐給慈善機構。

## 曲目
1. 聽你‧聽我－張惠妹
2. 希望－陳志遠
3. 聽你‧聽我（Backing Music）－F. W. Hwang

## 外部連結
- 在Discogs上的《給雨生的歌 聽你·聽我》（发行列表）
- YouTube上的《給雨生的歌 聽你·聽我》播放列表